# روكي فيلدينغ
روكي فيلدينغ (بالإنجليزية: Rocky Fielding)‏ (ولد: 5 أغسطس 1987 في ليفربول، مرزيسايد، إنجلترا - )؛ هو ملاكم محترف بريطاني يصنف ضمن فئة وزن فوق المتوسط بدأ مسيرته الاحترافية سنة 2010.

## المسيرة الاحترافية
من نزالاته:
- انتصر على براين فيرا بالضربة الفنية القاضية (26-06-2015).

## إحصائيات
خاض خلال مسيرته 29 نزالا، فاز في 27 وخسر في 2. فاز بالضربة القاضية في 15 نزالا.

## روابط خارجية
- روكي فيلدينغ على موقع بوكس ريك (الإنجليزية) (registration required)